# 大橋頭駅
大橋頭駅（たいきょうとうえき）は台湾台北市大同区にある台北捷運新荘線と蘆洲線の駅。駅番号はO12。清朝末期に設置されていた全台鉄路商務総局鉄道（現台湾鉄路管理局縦貫線の前身）の同名駅についても併記する。

## 利用可能な鉄道路線
- 台北捷運
  - ■蘆洲線（中和新蘆線）
  - ■新荘線（中和新蘆線）
    - 両路線は直通運転を行っている。

## 歴史

### 清朝
- 1893年11月30日 - 清朝全台鉄路商務総局鉄道の大橋頭火車碼頭が現大橋派出所付近に設置される[1]:頁76。
- 1895年に日本が統治することになり、本路線も復旧されたが、臨時台湾鉄道隊による一般旅客に対する営業再開時（1896年7月5日）に駅は再開されることなくそのまま廃止されている[2]。

### 捷運
- 2010年11月3日 - 新荘線当駅 - 忠孝新生駅間、および蘆洲線蘆洲駅 - 当駅間開業[3]:331。
- 2012年1月5日 - 新荘線輔大駅 - 当駅間開業[4][3]:332。

## 駅構造
地下4階に島式ホーム1面2線がある地下駅:頁97-98。ホーム上には開業時からフルスクリーンタイプのホームドアが設置されている。出口は3つある。

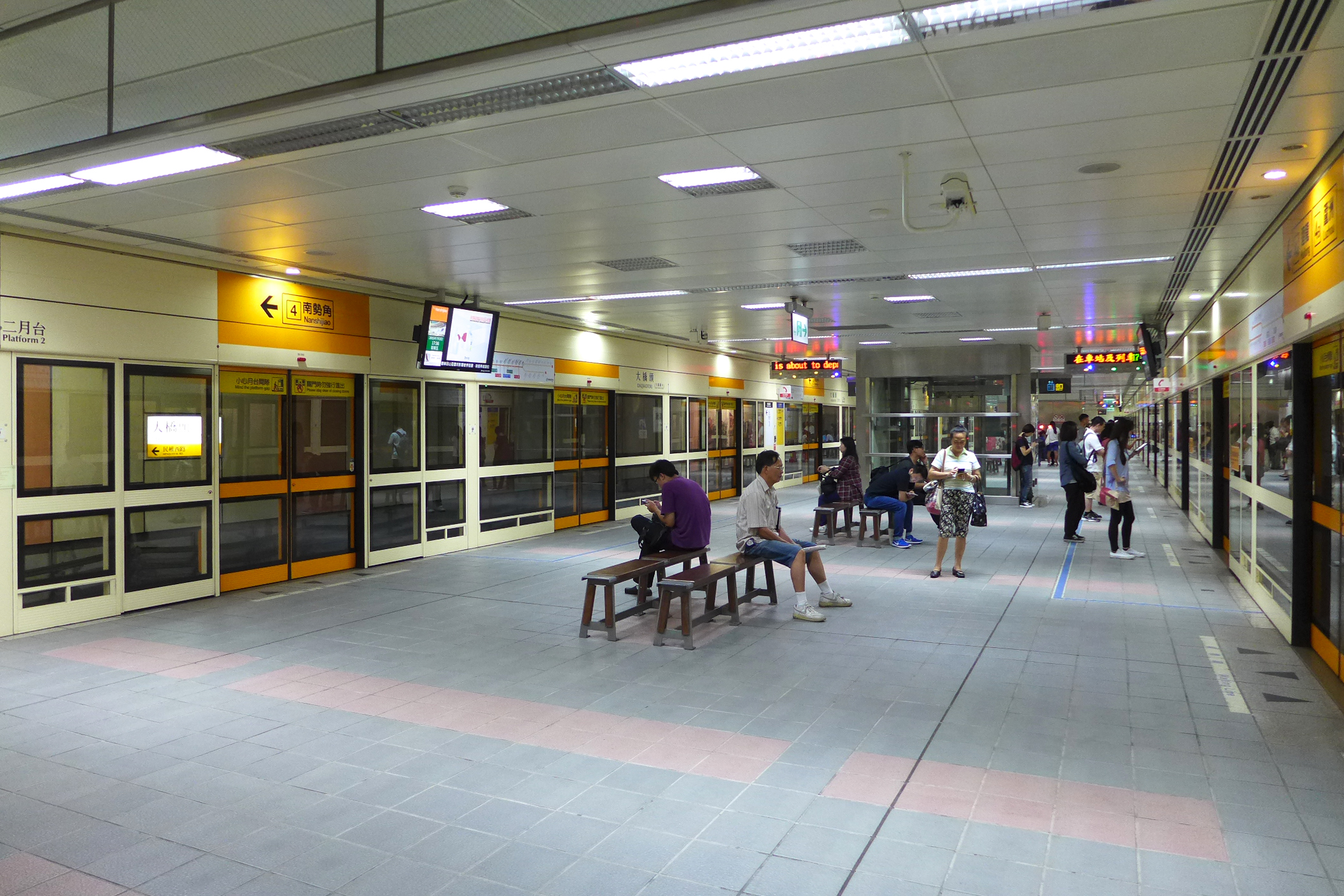
ホーム(2015年7月)

### 駅階層
| 地面      | 出入口                               | 出入口                                                               |
| 地下 二階 | コンコース                           | コンコース、案内所、自動券売機、自動改札機、トイレ(改札内及び改札外) |
| 地下 四階 | 1番線                                | ←■中和新蘆線 迴龍方面（台北橋駅）                                    |
| 地下 四階 | 1番線                                | ←■中和新蘆線 蘆洲方面（三重国小駅）                                  |
| 地下 四階 | 島式ホーム、車両左側のドアが開閉する |                                                                      |
| 地下 四階 | 2番線                                | →■中和新蘆線 南勢角方面（民権西路駅）→                               |

### 駅出口
出口1は駅の西側、出口2は駅の南側、出口3は駅の北側にある。
- 出口1：稲江商職
- 出口2：民権西路
- 出口3：大橋国小

## 利用状況
| 年   | 年間      | 年間      | 年間      | 年間  | 日平均 | 日平均 |
| 年   | 乗車      | 下車      | 乗下車計  | 出典  | 乗車   | 乗下車 |
| ---- | --------- | --------- | --------- | ----- | ------ | ------ |
| 2010 | 385,604   | 363,634   | 749,238   | [ 6 ] | 6,536  | 12,699 |
| 2011 | 1,942,731 | 1,799,818 | 3,742,549 | [ 6 ] | 5,323  | 10,254 |
| 2012 | 3,064,971 | 2,768,135 | 5,833,106 | [ 6 ] | 8,374  | 15,937 |
| 2013 | 3,678,162 | 3,172,713 | 6,850,875 | [ 6 ] | 10,077 | 18,770 |
| 2014 | 4,108,694 | 3,470,473 | 7,579,167 | [ 6 ] | 11,257 | 20,765 |
| 2015 | 4,491,432 | 3,756,860 | 8,248,292 | [ 6 ] | 12,305 | 22,598 |
| 2016 | 4,715,807 | 3,944,807 | 8,660,614 | [ 6 ] | 12,885 | 23,663 |
| 2017 | 4,780,880 | 3,946,538 | 8,727,418 | [ 6 ] | 13,098 | 23,911 |
| 2018 | 4,920,095 | 4,089,443 | 9,009,538 | [ 6 ] | 13,480 | 24,684 |
| 2019 | 5,136,693 | 4,310,013 | 9,446,706 | [ 6 ] | 14,073 | 25,881 |
| 2020 | 4,592,734 | 3,908,318 | 8,501,052 | [ 6 ] | 12,548 | 23,227 |
| 2021 | 3,542,000 | 3,074,086 | 6,616,086 | [ 6 ] | 9,704  | 18,126 |

## 駅周辺
- 大橋国小
- 民権国中
- 永楽国小
- 太平国小
- 稲江商職
- 台北大橋
- 延三夜市
- 大橋派出所
- 大橋市場
- 台北橋郵便局
- 台湾中油民権西路ガソリンスタンド
- YouBike（台北市公共自転車（中国語版））捷運大橋頭駅(2号出口)
- カルフール

## 各出入口(画像)

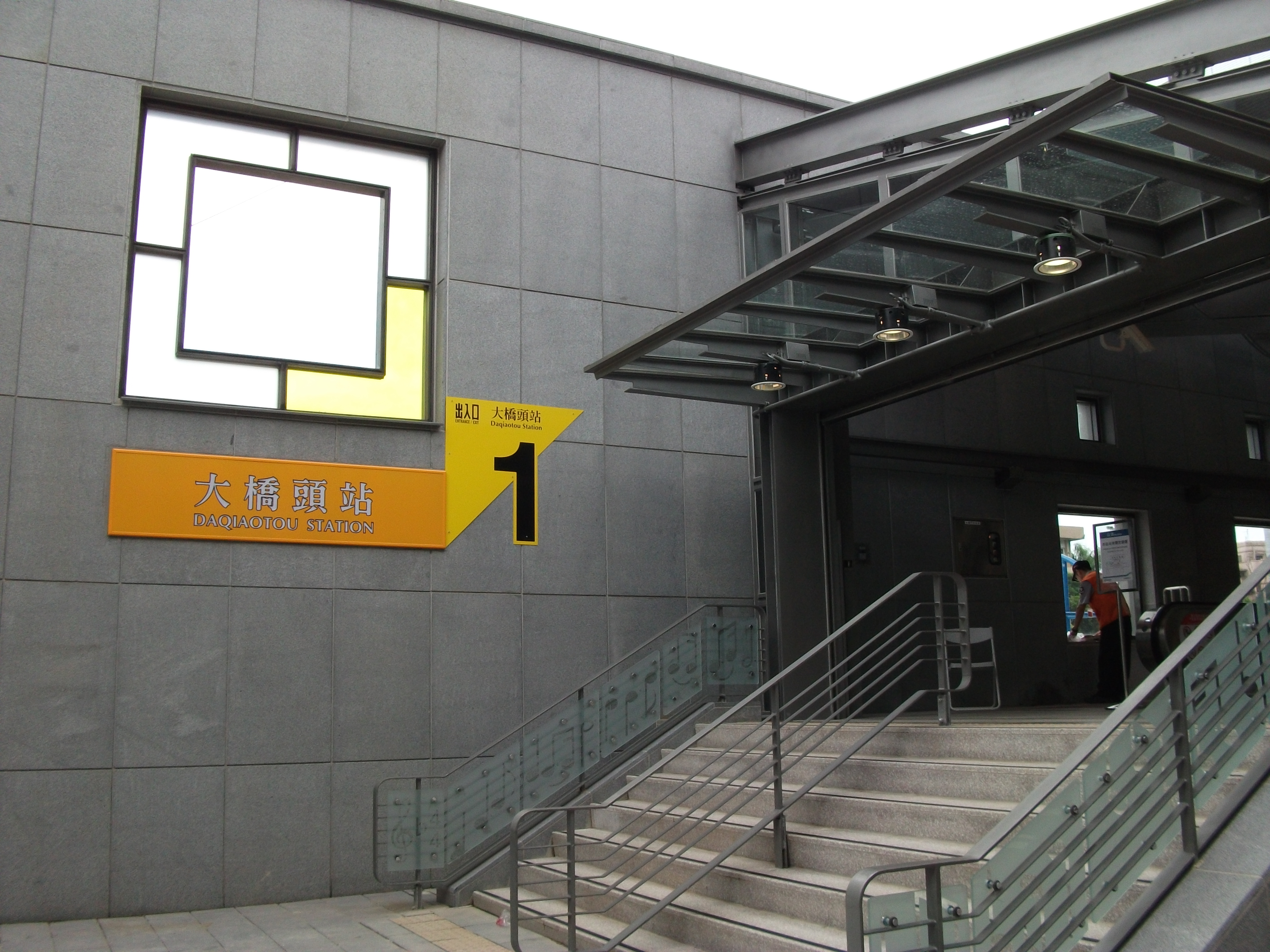
出口1
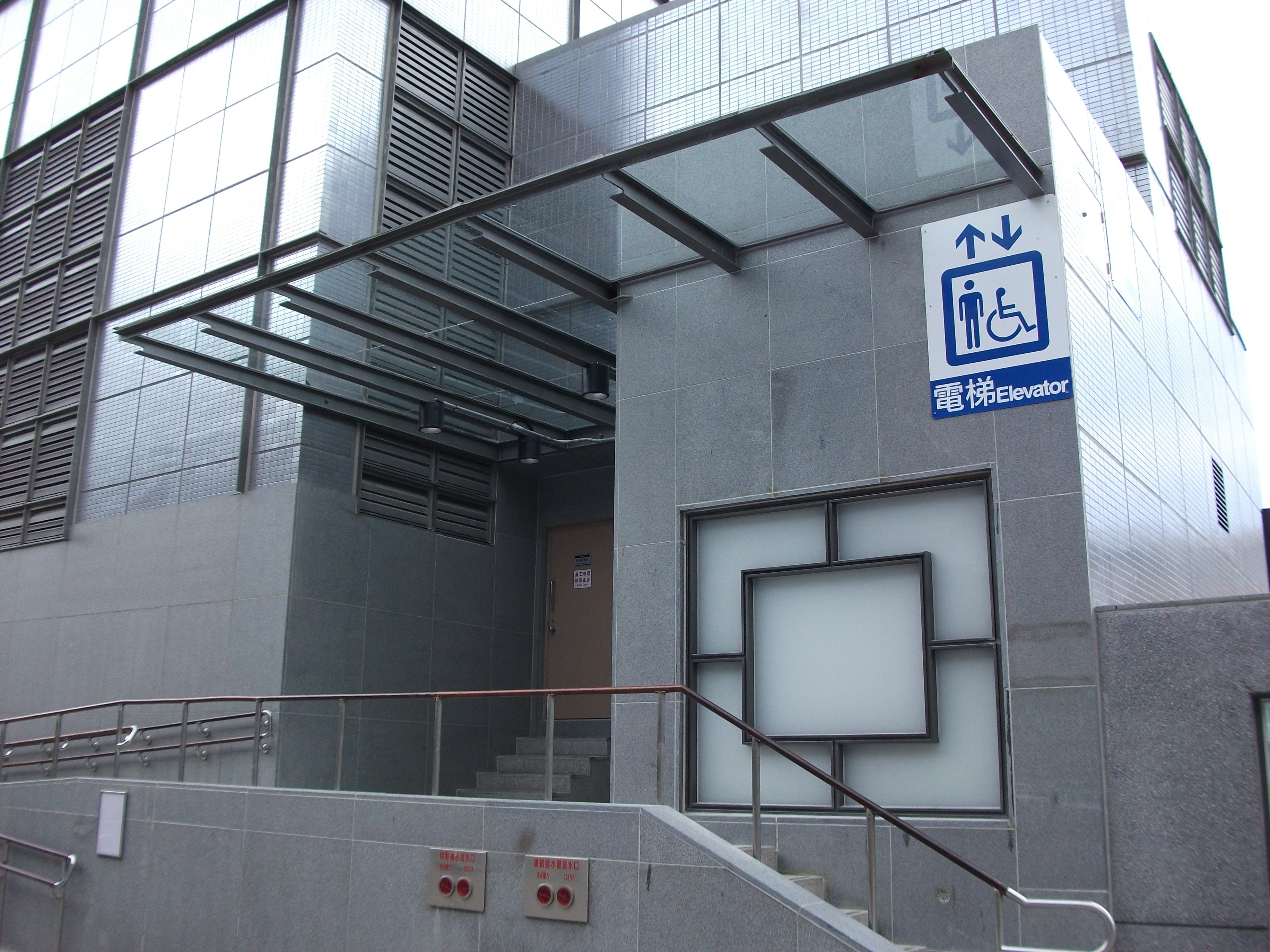
出口1
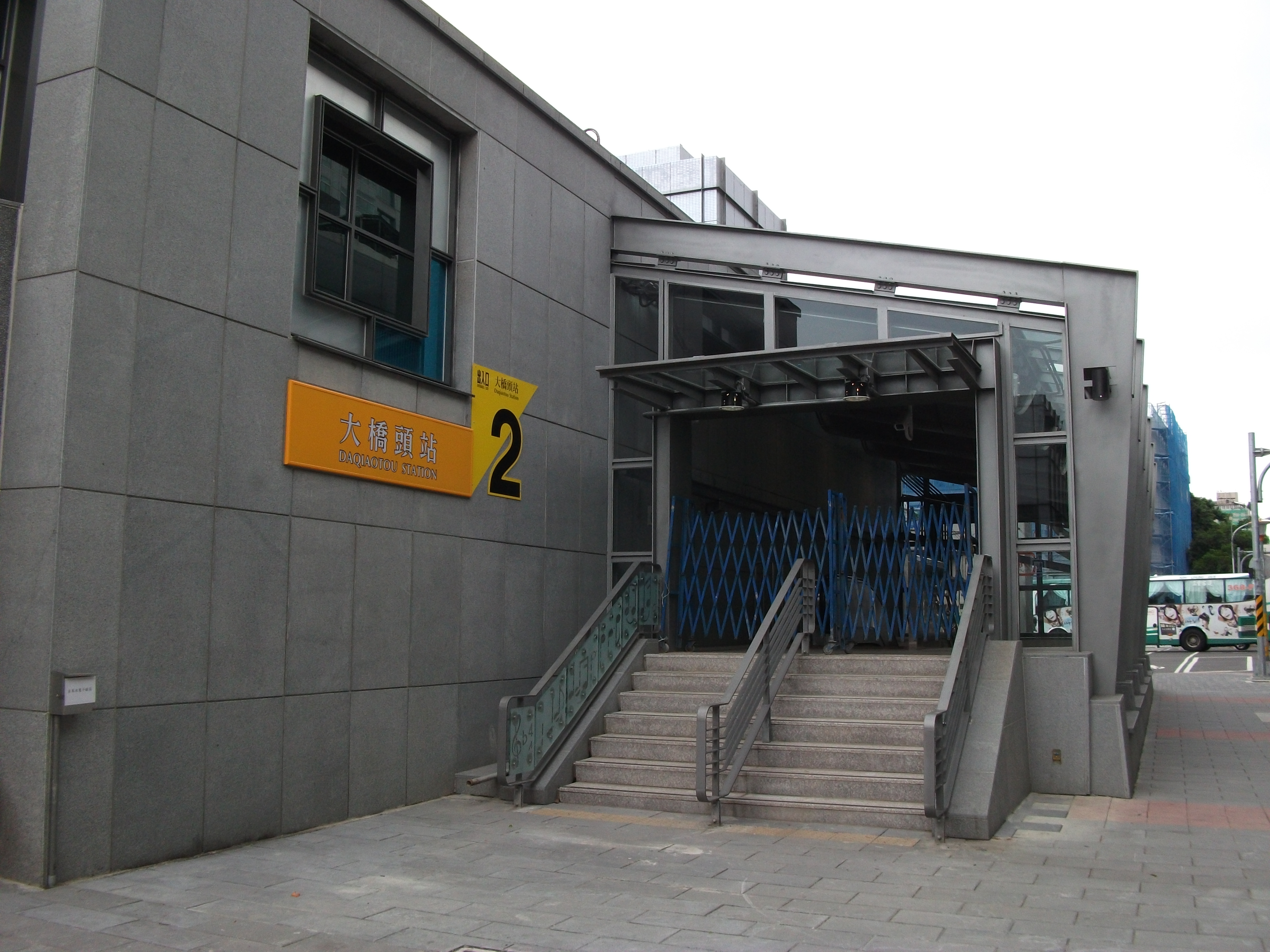
出口2
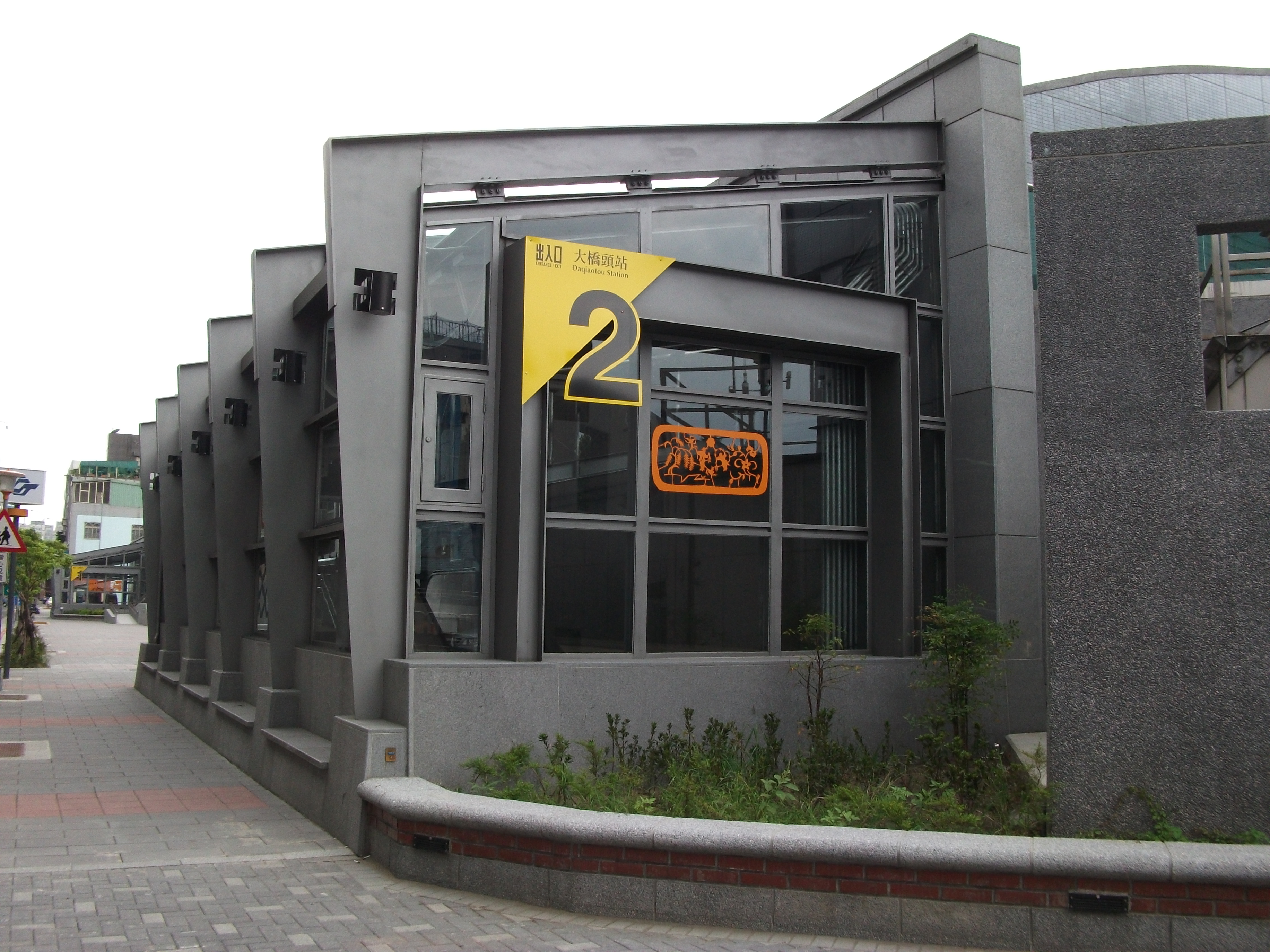
出口2
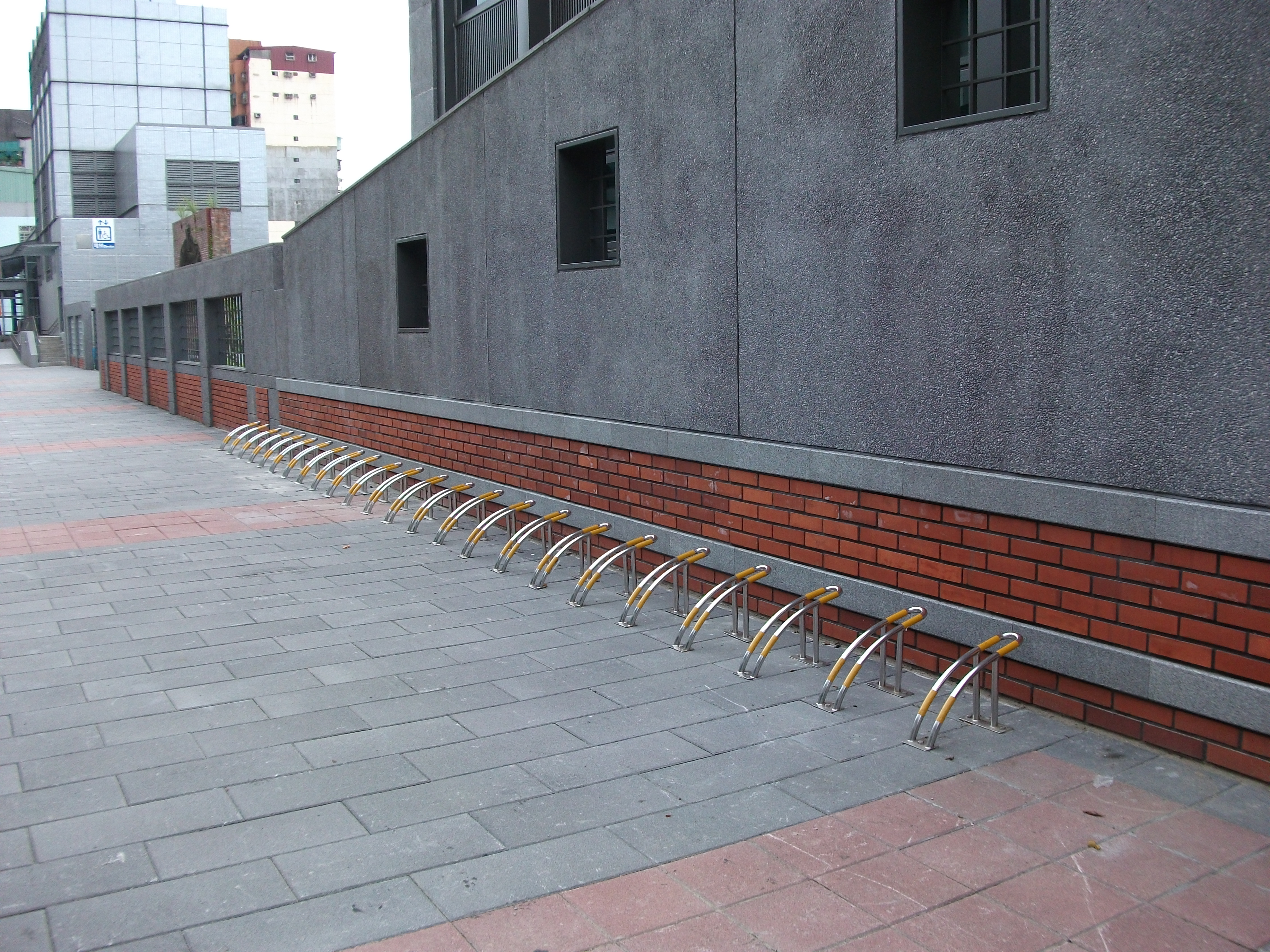
出口2
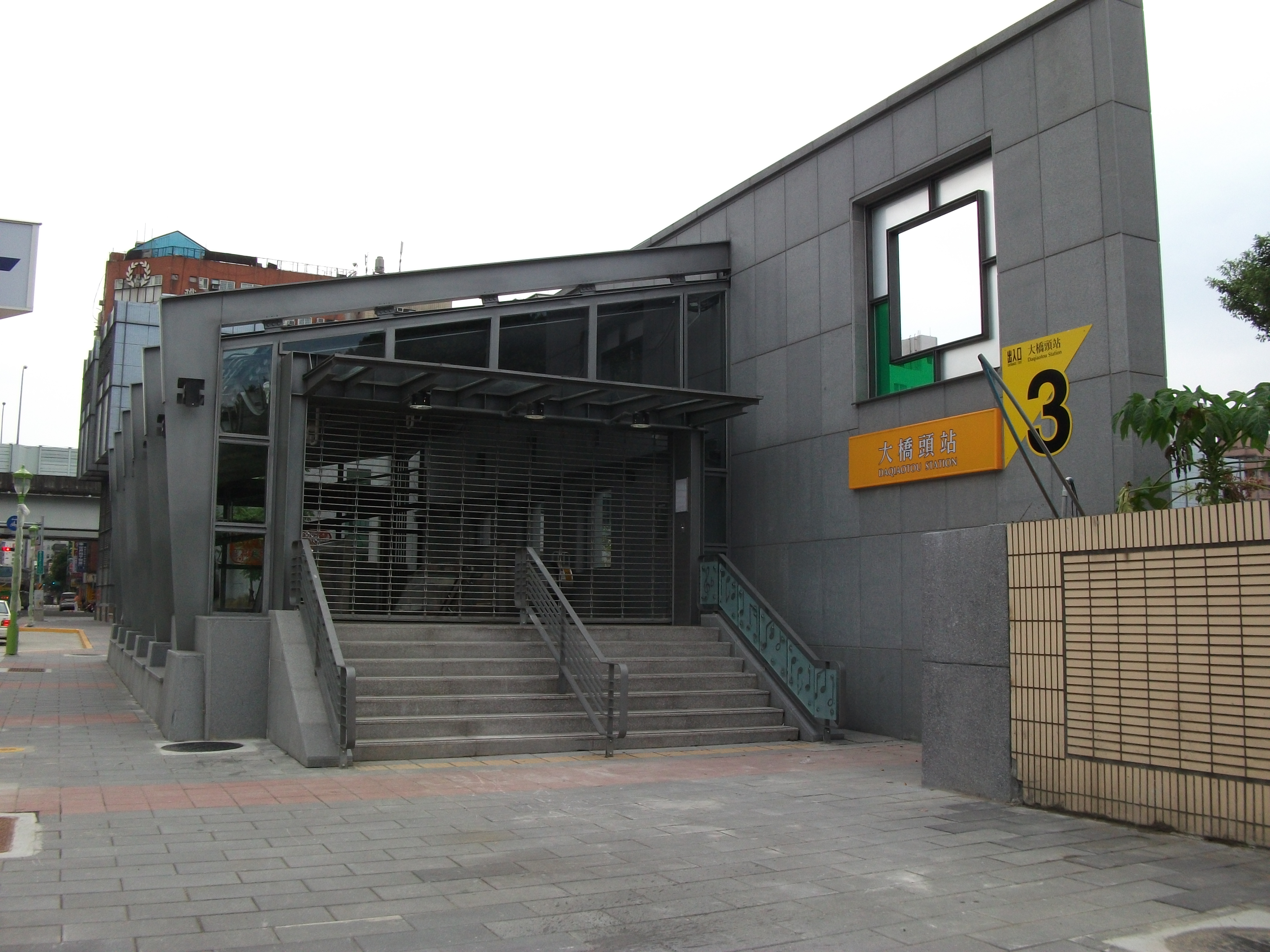
出口3
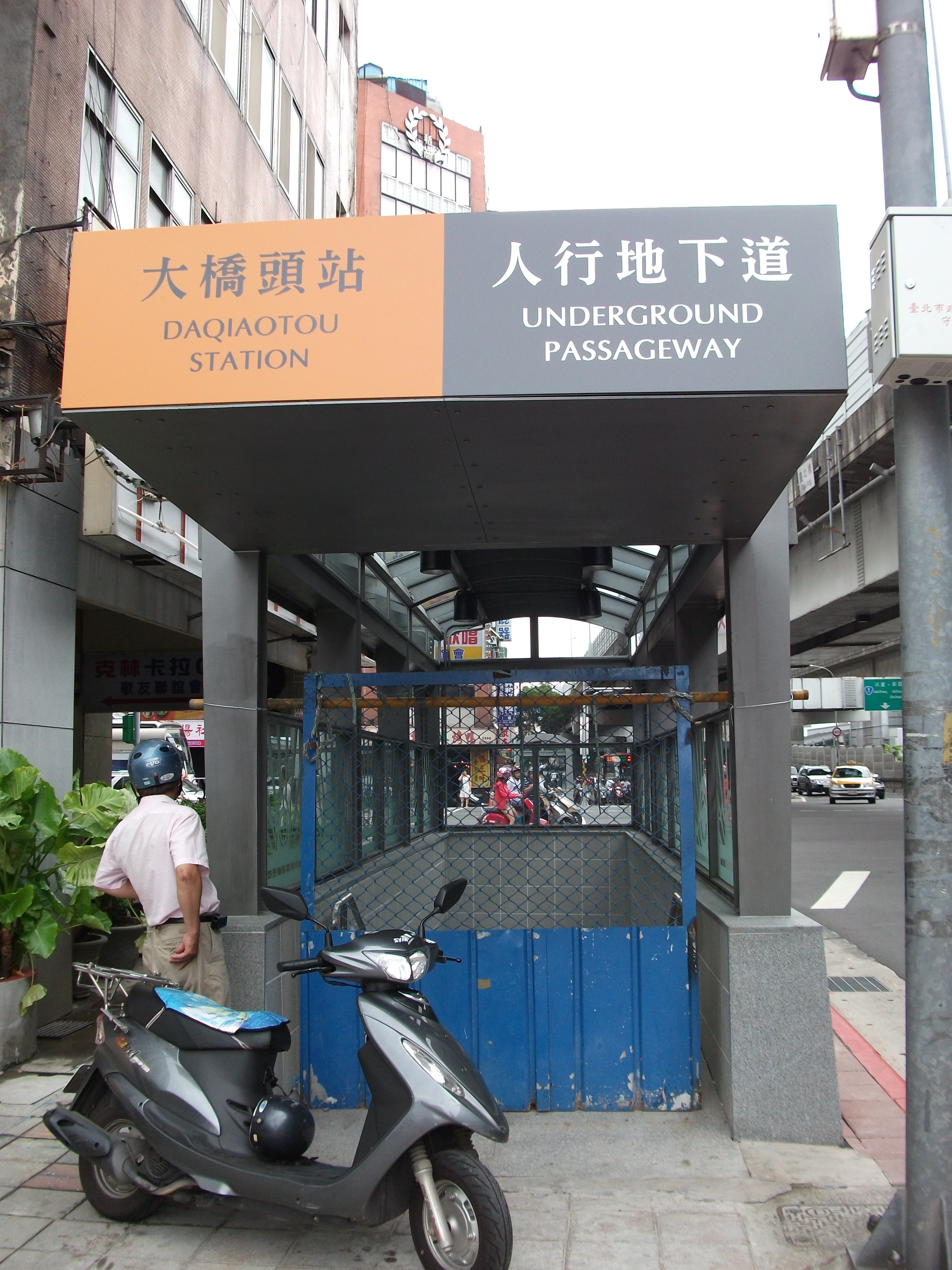
地下道入口 (重慶北路二段)
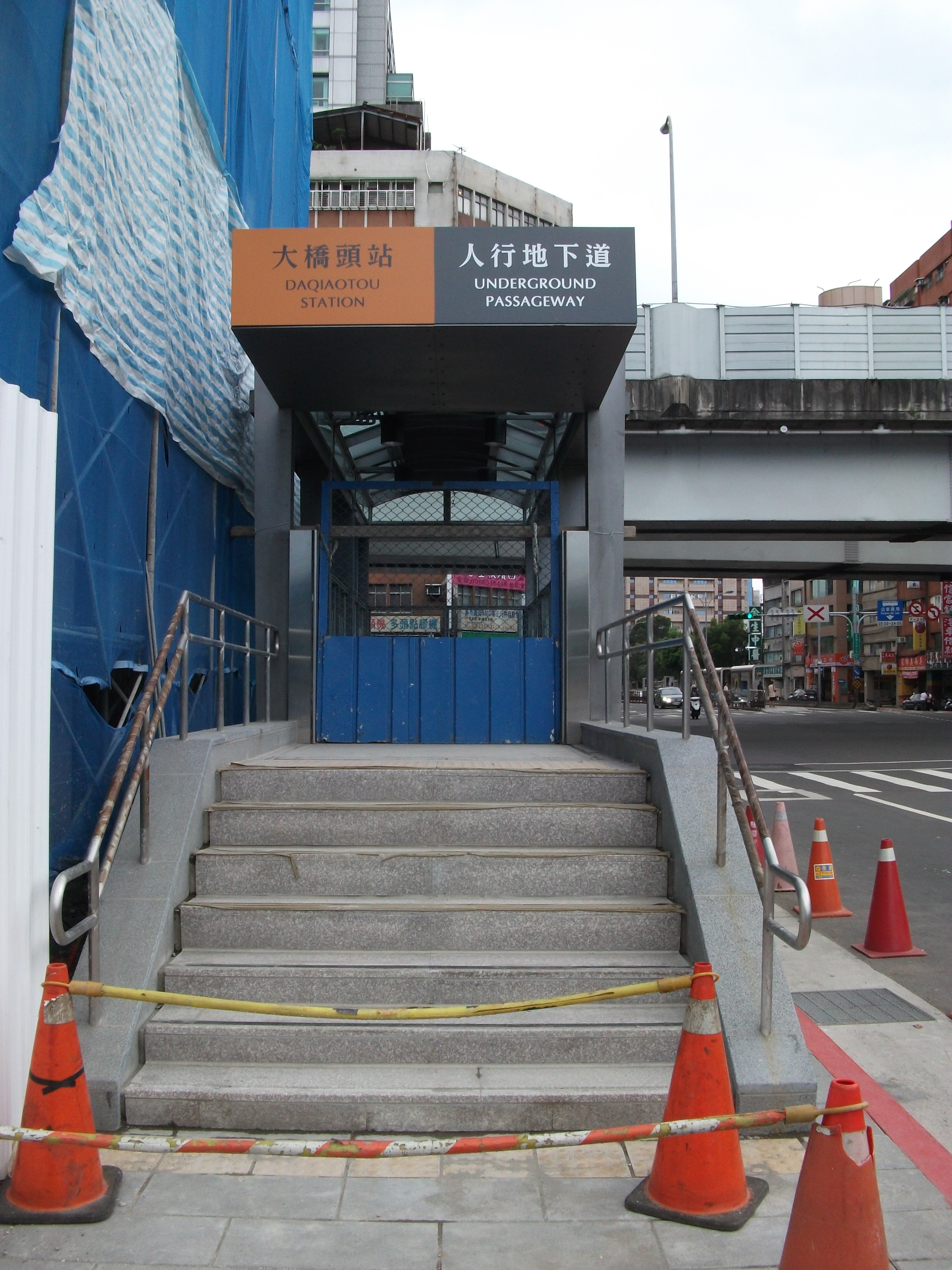
地下道入口 (重慶北路三段)

## 隣の駅
台北捷運
■蘆洲線
三重国小駅 O50 - 大橋頭駅 O12 - 民権西路駅 O11（新荘線に直通）
■新荘線
台北橋駅 O13 - 大橋頭駅 O12 - 民権西路駅 O11
全台鉄路商務総局（劉銘伝鉄道）
台北新竹線（廃止）
台北駅(初代) - 大橋頭駅  - (淡水橋左岸駅) - 淡水橋駅